# Nakna nerver

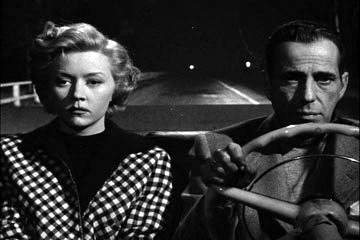
Laurel Gray (Gloria Grahame) och Dixon Steele (Humphrey Bogart).

Nakna nerver (originaltitel: In a Lonely Place) är en film noir från 1950 i regi av Nicholas Ray, med Humphrey Bogart i huvudrollen. Filmen är delvis baserad på romanen Mord i dimma från 1947 av Dorothy B. Hughes.

## Handling
Manusförfattaren Dixon Steele (Humphrey Bogart) blir misstänkt för mordet på den unga Mildred Atkinson (Martha Stuart). Den vackra femme fatalen Laurel Gray (Gloria Grahame) blir Dixons alibi, och efter ett tag inleder de ett förhållande. Dixons synsätt och häftiga humör får snart Laurel att tveka på om han är så oskyldig som han påstår.

## Rollista
| Humphrey Bogart  | – Dixon Steele           |
| Gloria Grahame   | – Laurel Gray            |
| Frank Lovejoy    | – Det. Sgt. Brub Nicolai |
| Carl Benton Reid | – Capt. Lochner          |
| Art Smith        | – Agent Mel Lippman      |
| Jeff Donnell     | – Sylvia Nicolai         |
| Martha Stewart   | – Mildred Atkinson       |
| Robert Warwick   | – Charlie Waterman       |
| Morris Ankrum    | – Lloyd Barnes           |
| William Ching    | – Ted Barton             |